# Guy Oliver Nickalls
Guy Oliver Nickalls (ur. 4 kwietnia 1899 w High Wycombe, zm. 26 kwietnia 1974 w Londynie) – brytyjski wioślarz, oficer i działacz sportowy, dwukrotny medalista olimpijski. 
Kształcił się w Eton College i Magdalen College Uniwersytetu Oksfordzkiego. Trzykrotnie brał udział w The Boat Race; w latach 1921 i 1922 ponosił porażki, a 1923 zwyciężył. W 1927 komentował The Boat Race podczas pierwszej transmisji telewizyjnej tych zawodów przez BBCł.
Wystąpił na igrzyskach olimpijskich w Antwerpii w 1920, gdzie Brytyjczycy w składzie: Ewart Horsfall, Guy Oliver Nickalls, Richard Lucas, Walter James, John Campbell, Sebastian Earl, Ralph Shove, Sidney Swann i Robin Johnstone zdobyli srebrny medal w ósemkach. W finale o 0,8 sekundy wyprzedziła ich reprezentacja USA. Brał też udział w igrzyskach olimpijskich w Amsterdamie w 1928, wspólnie z Jamesem Hamiltonem, Felixem Badcockiem, Donaldem Gollanem, Haroldem Lane'em, Gordonem Killickiem, Jackiem Beresfordem, Haroldem Westem i Arthurem Sulleyem ponownie zajmując drugie miejsce w ósemkach. Ponownie też Brytyjczycy przegrali finałowy wyścig z reprezentantami USA, tym razem różnica na mecie wyniosła 2,4 sekundy.
W 1918 wstąpił do British Army, otrzymując przydział w pułku piechoty Rifle Brigade w stopniu podporucznika. W trakcie I wojny światowej brał udział w walkach w rejonie Salonik.
Po zakończeniu kariery był między innymi prezesem Amateur Rowing Association przez 16 lat. Pracował także w firmie Alfred Pemberton Ltd w latach 1926-1962, zajmując stanowisko wiceprezesa.
Jego ojciec, Guy Nickalls, także był wioślarzem.